# Festival international du film de Karlovy Vary 2017
Le Festival international du film de Karlovy Vary 2017, 52e édition du festival, s'est déroulé du 30 juin au 8 juillet 2017.

## Déroulement et faits marquants
Le 8 juillet 2017, le palmarès est dévoilé. Le film Little Crusader (Křižáček) de Václav Kadrnka remporte le Globe de cristal. Le Prix spécial du jury est décerné à Men Don't Cry de Alen Drljevic et le Prix du meilleur réalisateur à Peter Bebjak pour The Line (Čiara). Jowita Budnik et Eliane Umuhire remportent le prix d'interprétation féminine pour Birds Are Singing in Kigali et le prix d'interprétation masculine est remporté par Alexander Yatsenko pour Arythmie.

## Jury
- Anna Brüggemann (présidente du jury), actrice
- Sarah Flack, monteuse
- Ciro Guerra, réalisateur
- Michel Merkt, producteur
- Štefan Uhrík

## Sélection

### Sélection officielle - en compétition
- The Line (Čiara) de Peter Bebjak  Slovaquie
- Men Don't Cry de Alen Drljevic  Bosnie-Herzégovine
- The Cakemaker (Cukrár) de Ofir Raul Graizer  Israël
- Keep the Change de Rachel Israel  États-Unis
- Arythmie (Аритмия) de Boris Khlebnikov  Russie
- Khibula de George Ovashvili  Géorgie
- Little Crusader (Křižáček) de Václav Kadrnka  République tchèque
- Birds Are Singing in Kigali de  Joanna Kos-Krauze et Krzysztof Krauze  Pologne
- Breaking News de Iulia Rugina  Roumanie
- Daha de Onur Saylak  Turquie
- Corporate de Nicolas Silhol  France
- Ralang Road de Karma Takapa  Inde

### Hors compétition
- Free and Easy de Jun Geng  Chine
- Juze de Miransha Naik  Inde
- November de Rainer Sarnet   Estonie
- Song of Granite de Pat Collins  Irlande

### East of West - en compétition
- Absence of Closeness de Josef Tuka  République tchèque
- Blue Silence de Bülent Öztürk  Turquie
- Dede de Mariam Khatchvani  Géorgie
- The End of the Chain de Priit Pääsuke  Estonie
- Falling de Marina Stepanska  Ukraine
- How Viktor “the Garlic” Took Alexey “the Stud” to the Nursing Home de Alexander Hant  Russie
- The Man Who Looks Like Me de Katrin Maimik  Estonie
- Mariţa de Cristi Iftime  Roumanie
- Nina de Juraj Lehotský  République tchèque
- Pomegranate Orchard de Ilgar Najaf  Azerbaïdjan
- The Stone de Orhan Eskiköy  Turquie
- Unwanted de Edon Rizvanolli  Kosovo

## Palmarès

### Sélection officielle
- Globe de cristal du Festival de Karlovy Vary : Little Crusader (Křižáček) de Václav Kadrnka.
- Prix spécial du jury : Men Don't Cry de Alen Drljevic
- Prix du meilleur réalisateur : Peter Bebjak pour The Line (Čiara).
- Prix de la meilleure actrice : Jowita Budnik et Eliane Umuhire dans Birds Are Singing in Kigali.
- Prix du meilleur acteur : Alexandre Yatsenko dans Arythmie.
- Mention spéciale du jury du meilleur premier film : Keep the Change de Rachel Israel.
- Mention spéciale du jury du meilleur espoir féminin : Voica Oltean pour Breaking News.

### East of West
- Meilleur film : How Viktor “the Garlic” Took Alexey “the Stud” to the Nursing Home de Alexander Hant
- Prix spécial du jury : Dede de Mariam Khatchvani